# Koryo-saram
Koryo-saram (in coreano: 고려사람?, GoryeosaramLR, KoryŏsaramMR; in russo Корё сарам?, Korë saram) è il termine con cui si identificano le persone di origine coreana che risiedono negli ex Stati sovietici, inizialmente insediate nell'Estremo Oriente russo nel XIX secolo e successivamente deportate nell'Asia centrale negli anni '30.

## Origine del termine
Il termine "Koryo" fa riferimento al regno di Goryeo, uno Stato che ha controllato la penisola coreana dall'inizio del X secolo alla fine del XIV secolo; "saram" significa "popolo". In Corea, anche il termine "Koryo-in" (고려인) è utilizzato per riferirsi a queste persone di origine coreana.

## Storia

### Immigrazione nell'Estremo Oriente russo
La loro presenza ha origine dai coreani che risiedevano nell'Estremo Oriente russo nel XIX secolo e all'inizio del XX secolo. Nel 1860, l'Impero russo respinse la dinastia Qing e si estese nel territorio di Primorje. Nel 1861, fu stabilito il confine tra la Corea e la Russia, che assunse immediatamente un'importanza strategica significativa poiché interrompeva l'accesso al Mar del Giappone per la Cina. In quel periodo, molti contadini impoveriti lasciarono la Corea, governata dalla decadente dinastia Joseon, nella speranza di una vita migliore.

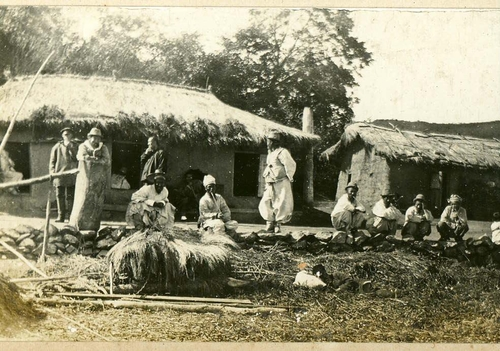
Villaggio coreano nell'oblast' del Primorje, 1904

L'Impero russo era una delle mete più popolari per gli immigrati coreani, i quali attraversavano il fiume Tumen per stabilirsi sulle terre disabitate del Primorje. Nel 1880 vi erano 21 villaggi coreani nella regione, i quali contavano oltre 6 700 persone (a quel tempo vivevano solo 8 300 contadini russi a Primorje). Secondo il censimento russo del 1897, circa 26 000 persone dichiararono il coreano come lingua madre.
Tuttavia, tale comunità continuava a espandersi anno dopo anno. Dopo il 1905, in seguito all'occupazione della Corea da parte del Giappone, l'immigrazione di coreani in Russia iniziò a essere motivata da ragioni politiche: dissidenti politici, gruppi di partigiani sconfitti dai giapponesi e persino intere unità dell'esercito coreano regolare che rifiutarono di obbedire agli ordini giapponesi cercarono rifugio sul suolo russo. Dopo la dichiarazione ufficiale dell'annessione della Corea come colonia giapponese nel 1910, l'Estremo Oriente russo divenne uno dei pochi luoghi in cui i coreani potevano ancora ricevere istruzione, pubblicare libri nella loro lingua, svolgere attività educative e persino partecipare attivamente alla politica.
Anche dopo la Rivoluzione russa e la formazione dell'Unione Sovietica, l'immigrazione coreana in Russia continuò. Nel 1917, quasi 100 000 coreani vivevano in Russia, rappresentando un terzo della popolazione del Primorje (con oltre il 90% della popolazione nel distretto di Posyet). Vladivostok divenne un centro per gli esuli che da lì supportavano i movimenti per l'indipendenza della Corea, come il Movimento del 1º marzo.
Negli anni '20, nell'ambito della politica della Korenizacija, furono promosse attivamente e in modo esplicito le culture e le identità delle minoranze etniche all'interno dell'Unione Sovietica, compresa la minoranza coreana. Sebbene tale sostegno si ridusse significativamente quando l'URSS, sotto la guida di Stalin, iniziò a promuovere la russificazione, le comunità coreane continuarono a prosperare. Dal momento che molti coreani avevano legami familiari con l'Impero giapponese, a partire dalla fine degli anni '20, le autorità sovietiche iniziarono a considerarli una potenziale minaccia spionistica.
Nel 1931, furono vietate ulteriori immigrazioni dalla Corea nell'Unione Sovietica, e tutti i residenti dovevano diventare cittadini sovietici. Secondo il censimento sovietico del 1937, quasi 170 000 persone dichiararono di essere coreane, e la maggior parte di loro continuava a vivere nell'Estremo oriente russo.

### Deportazione in Asia centrale

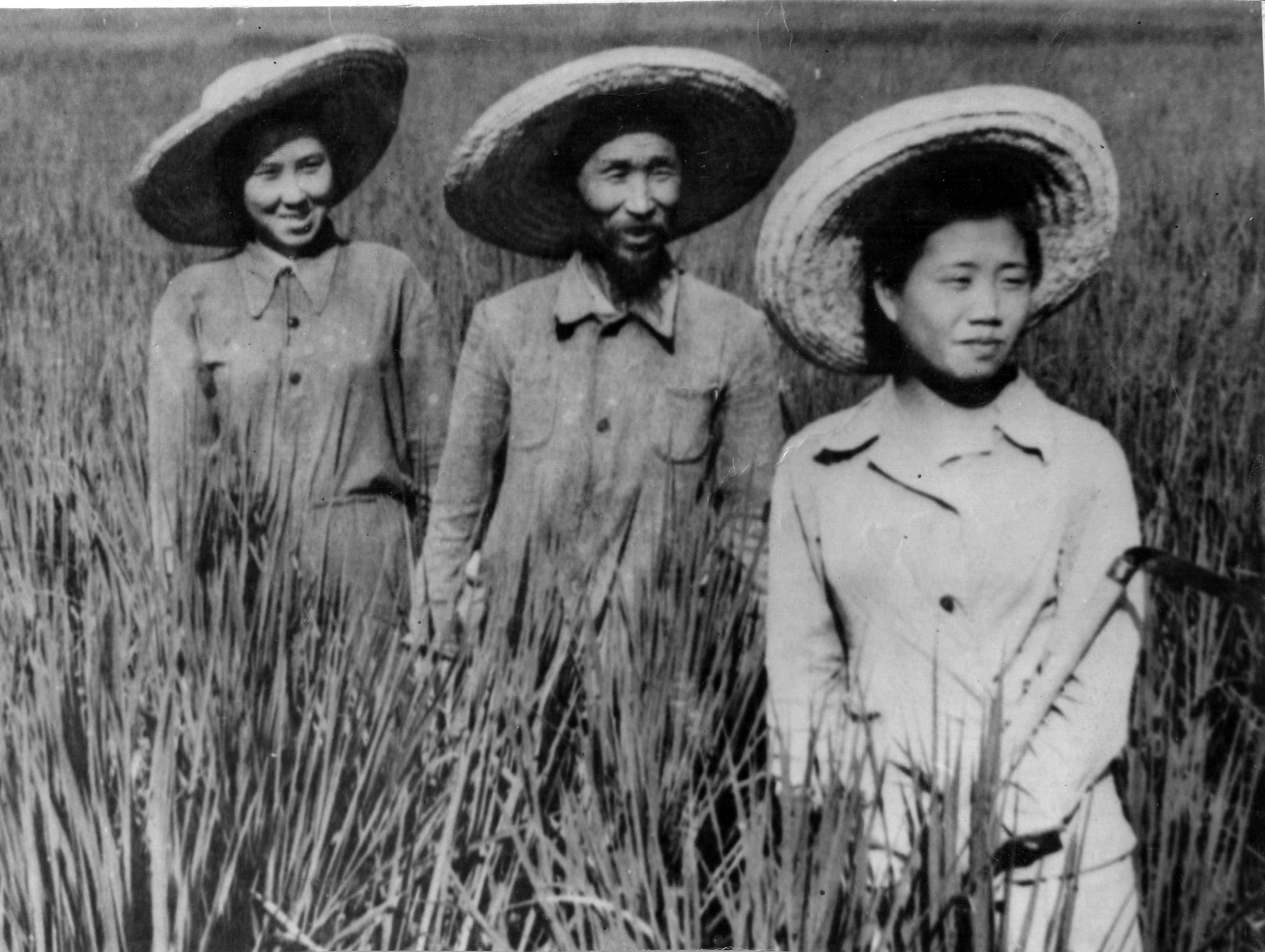
Koryo-saram deportati in Uzbekistan, 1937

I coreani furono i primi a subire deportazioni in Unione Sovietica per motivi etnici. Nel 1937, in base a una risoluzione del Sovnarkom dell'URSS firmata da Stalin e Molotov, 172 000 coreani furono deportati nella RSS Kazaka e nella RSS Uzbeka con il pretesto di "prevenire l'infiltrazione dello spionaggio giapponese nella regione dell'Estremo Oriente". La deportazione avvenne tramite treni merci, e 11 000 persone morirono durante il trasporto. Nello stesso anno, quasi l'intera minoranza coreana fu trasferita.
Prima della deportazione del 1937, nella regione del Primorje esistevano due distretti coreani nazionali, 77 consigli rurali coreani, circa 400 scuole coreane, un istituto pedagogico coreano, un istituto coreano a Vladivostok, un teatro coreano, e venivano pubblicati 6 giornali e 7 riviste in lingua coreana.
Nella loro nuova patria, i Koryo-saram affrontarono enormi difficoltà: la promessa di assistenza monetaria da parte del governo non si concretizzò mai e il fatto che molti di loro fossero agricoltori di riso e pescatori rendeva arduo l'adattamento all'ambiente arido dell'Asia centrale. Stime indicano che circa 40 000 di essi morirono nei primi anni dopo la deportazione.

### Vita dopo la deportazione

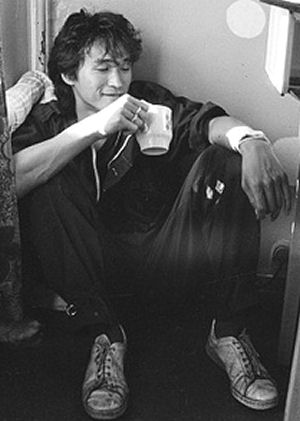
Viktor Coj, rockstar sovietica degli anni '80

Ci volle del tempo affinché i Koryo-saram raggiungessero lo stesso tenore di vita che avevano precedentemente lungo la costa del Pacifico russo. Nel corso degli anni, tuttavia, la loro situazione migliorò nuovamente. Durante il periodo di Nikita Chruščëv, i coreani sovietici furono la prima minoranza a essere ufficialmente riabilitata. Molti di loro si trasferirono nelle grandi città dell'Asia centrale, integrandosi con la popolazione di lingua russa. Si svilupparono importanti comunità coreane, alcune delle quali esistono ancora oggi, ad esempio a Tashkent, Almaty, Astana, Samarcanda, Aqtöbe e Karaganda. Secondo il censimento del 1959, il 44,1% dei coreani in URSS viveva in Uzbekistan, il 29,1% in Russia e il 23,6% in Kazakistan.
Numerosi Koryo-saram riuscirono a migliorare la propria condizione sociale, anche se, nelle generazioni più giovani, molte caratteristiche della cultura coreana andarono perdute, in particolare la lingua, e i matrimoni misti divennero più comuni. Similmente ai tedeschi di Russia, nel corso del tempo si assimilarono e l'atteggiamento nei loro confronti si normalizzò, portandoli a essere una delle minoranze di maggior successo all'interno dell'URSS; il loro tenore di vita superava la media sovietica ed erano sovrarappresentati nelle università. Uno dei Koryo-saram più noti dell'epoca fu il musicista rock Viktor Coj.
Nel 1990, il presidente della sezione di letteratura coreana dell'Unione degli scrittori dell'Uzbekistan, Ugai Deguk, si rivolse al Segretario generale e al Presidente del Soviet supremo dell'URSS, Michail Gorbačëv, chiedendo la creazione di una Repubblica autonoma coreana nel Territorio del Litorale.
Dopo il crollo dell'URSS, i coreani dalle repubbliche dell'Asia centrale emigrarono principalmente in Russia e Ucraina. Il 1º aprile 1993, una risoluzione del Soviet supremo della Federazione Russa dichiarò illegali gli atti adottati a partire dal 1937 nei confronti dei coreani sovietici, riconoscendo ufficialmente il loro status di vittime delle repressioni politiche.

### Dall'epoca post-sovietica a oggi
Popolazione di Koryo-saram di oltre 20 000 persone
     Popolazione di Koryo-saram inferiore alle 20 000 persone
     Popolazione coreana che si identifica in parte come Koryo-saram (Coreani di Sachalin)

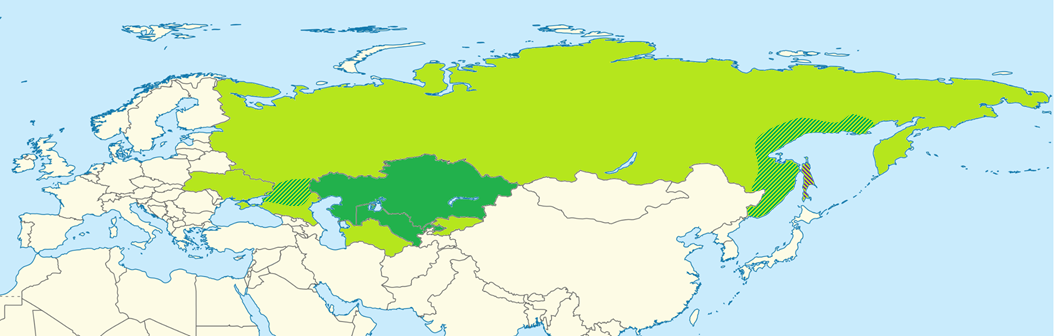
Popolazione di Koryo-saram di oltre 20000 persone
Popolazione di Koryo-saram inferiore alle 20000 persone
Popolazione coreana che si identifica in parte come Koryo-saram (Coreani di Sachalin)

Dopo il crollo dell'Unione Sovietica, in alcune delle sue ex repubbliche succedute emersero tendenze nazionalistiche, alle quali si trovarono esposte anche le minoranze, come i Koryo-saram. Inoltre, negli anni '90, l'economia della maggior parte delle ex repubbliche sovietiche collassò, portando a un aumento della disoccupazione.
Tutto ciò comportò un'ondata di emigrazioni in tutti gli Stati ex-sovietici. Come la minoranza greca, i russo-tedeschi e alcune altre popolazioni il cui retaggio si trovava al di fuori dell'URSS, molti Koryo-saram fecero ritorno in Corea. Questi si orientavano quasi esclusivamente verso la Corea del Sud, che era in forte crescita economica, anziché verso la Corea del Nord, paese chiuso e governato in modo autoritario. Nel 2005, circa 15 000 cittadini uzbeki, per lo più di origine coreana, risiedevano in Corea del Sud.
Tuttavia, l'emigrazione verso la Corea da parte dei Koryo-saram è molto meno marcata rispetto a quella dei russo-tedeschi in Germania. Nel 2002, ancora 470 000 di essi vivevano nelle ex repubbliche dell'URSS. A differenza della Germania, che ha reso relativamente semplice il reinsediamento e l'ottenimento della cittadinanza tedesca, non esistono programmi simili per i Koryo-saram in Corea del Sud. Tuttavia, nel 2007, il governo sudcoreano ha approvato una legge sull'immigrazione per i coreani provenienti dall'ex URSS, rilasciando visti di lavoro F4 con quasi gli stessi benefici residenziali dei cittadini.
Molti coreani sovietici sono emigrati anche in Russia, in città come Mosca e soprattutto nella regione del Litorale e a Vladivostok, dove essi erano originariamente insediati. Più recentemente, anche un numero significativo di nordcoreani ha disertato in quest'ultima regione. Tuttavia, il più grande centro di Koryo-saram si trova probabilmente ancora a Tashkent, dove vivono quasi 50 000 coreani. Si stima che le rimesse dalla Corea del Sud all'Uzbekistan superino i 100 milioni di dollari all'anno.
In seguito all'invasione russa dell'Ucraina, il 26 marzo 2023, il ministero della giustizia della Corea del Sud ha annunciato la decisione di esentare i rifugiati ucraini di discendenza coreana che fuggono dalla guerra dalle spese di domanda di visto. Nonostante questa misura, la minoranza continua a incontrare difficoltà riguardo al suo status legale, all'occupazione e alla competenza linguistica. Dal febbraio 2022, circa 1 200 Koryo-in sono entrati in Corea del Sud.

## Cultura

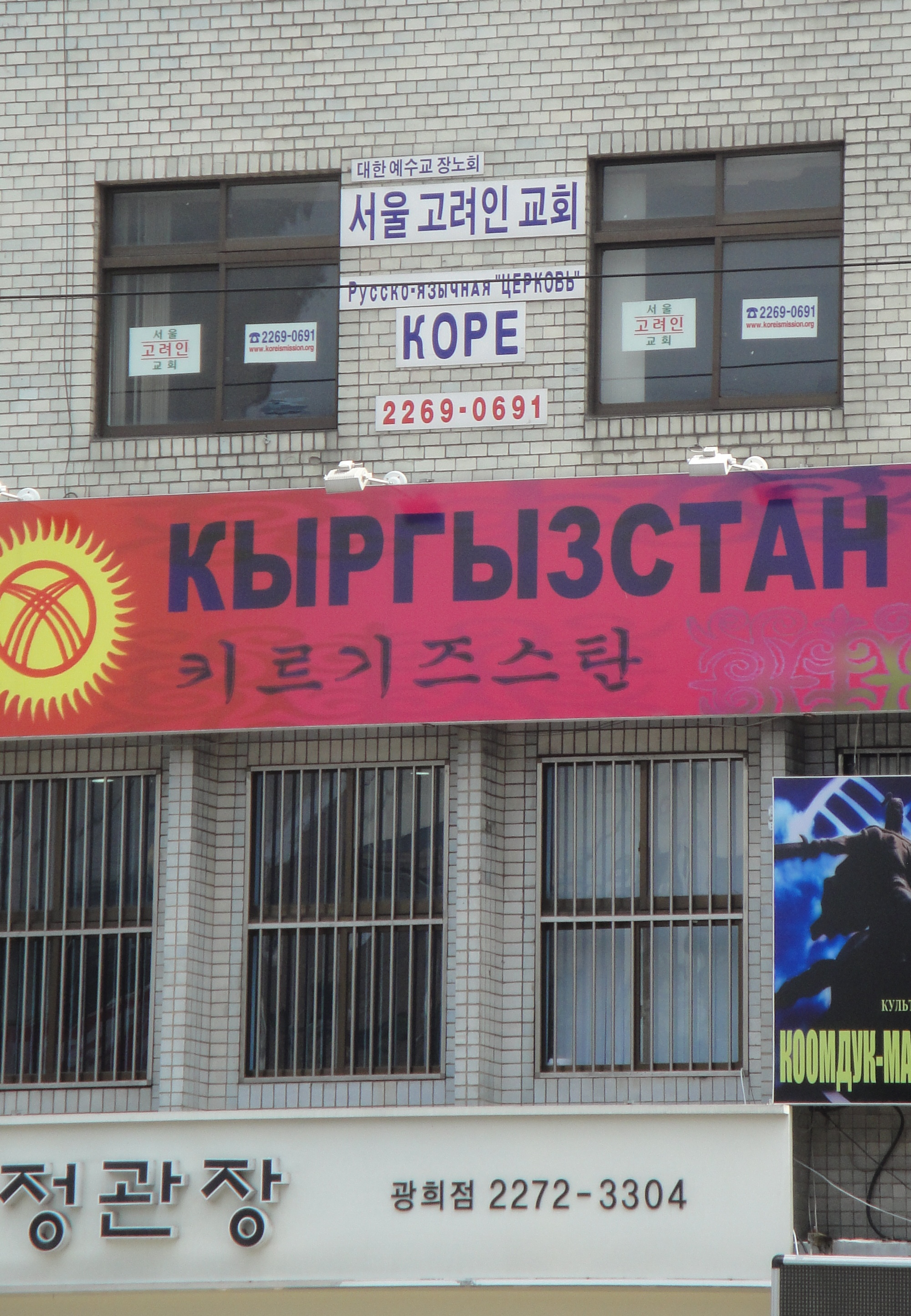
Ristorante kirghiso e chiesa presbiteriana Koryo-saram a Seul

I Koryo-saram si sono in gran parte adattati culturalmente alle comunità di lingua russa nelle loro terre d'origine. I vestiti tradizionali coreani sono stati sostituiti con la moda occidentale. La maggior parte di loro non porta più nomi coreani, ma nomi russi. Anche il patronimico russo è comune. Oltre il 70% dei Koryo-saram vive in città e meno del 30% fa parte della popolazione rurale. Per questo motivo, nel corso delle generazioni, la lingua coreana è diventata sempre meno utilizzata. Tuttavia, la cucina coreana è stata preservata nel tempo. La maggior parte dei Koryo-saram oggi pratica il buddismo o il cristianesimo ortodosso, e in alcuni casi anche il protestantesimo.

### Lingua
La loro lingua è il koryo-mar (in coreano: 고려말; in russo: Корё маль), derivato dal dialetto di Hamgyŏng, che è attualmente parlato in Corea del Nord. Tuttavia, in seguito alle deportazioni, è diventata una lingua principalmente orale e senza un insegnamento ufficiale. Per questo motivo, le nuove generazioni parlano principalmente russo tra di loro. Nel censimento sovietico del 1989, circa 220 000 coreani indicavano il russo come loro lingua madre, mentre 217 000 il coreano. Solo una piccola minoranza di circa 16 000 parlava una lingua diversa dal coreano o dal russo come lingua madre, solitamente la lingua nazionale del paese in cui risiedevano. Nel 1995, l'85% dei Koryo-saram parlava il russo, e nel 1990, l'ultimo giornale pubblicato in coreano aveva solo un centinaio di abbonati.

### Cucina

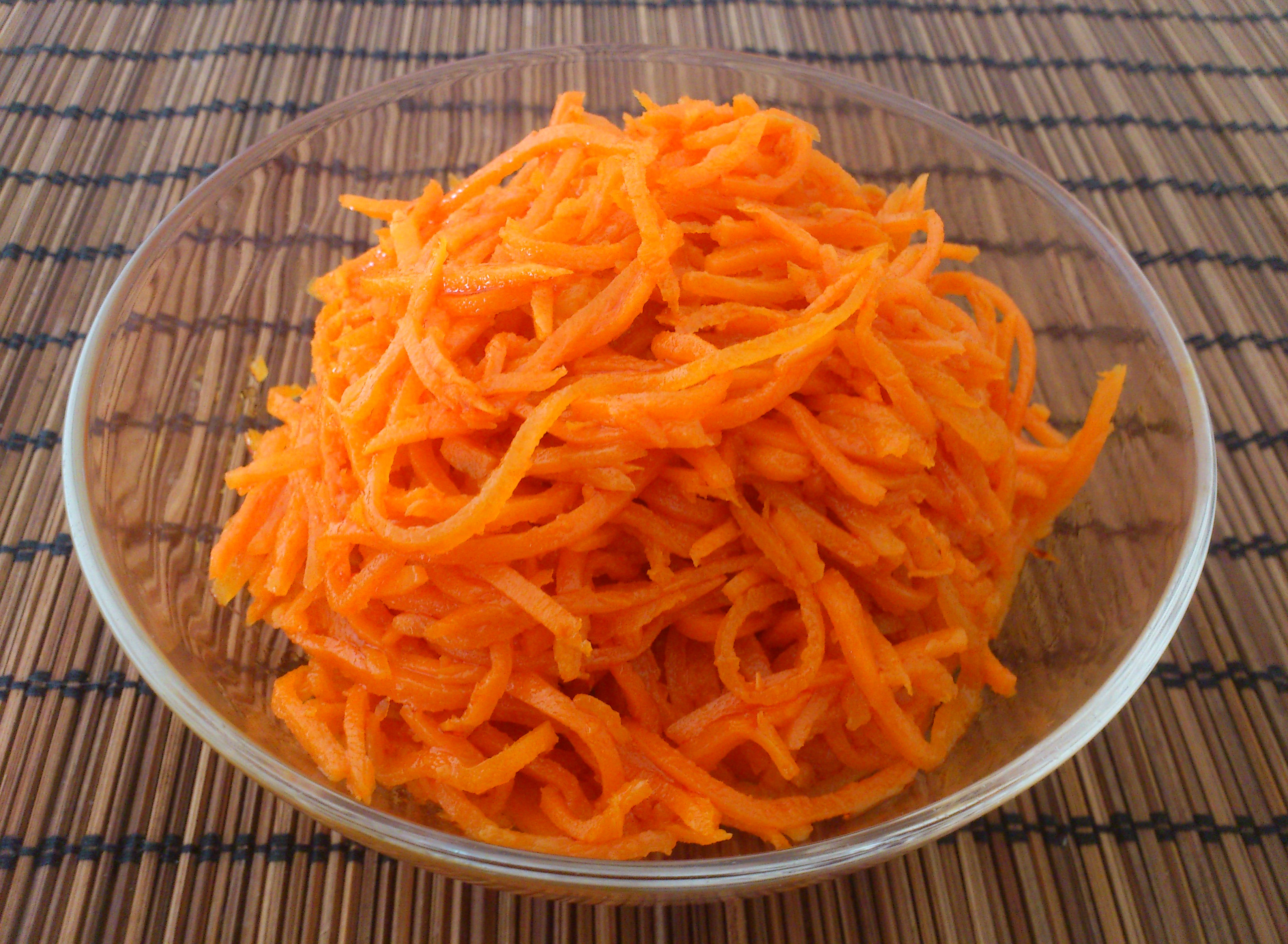
Carote alla coreana

La cucina tradizionale dei Koryo-saram, basata sulla cucina delle regioni settentrionali della Corea, ha subito significative trasformazioni sotto l'Impero russo e l'URSS, adattandosi alla presenza o all'assenza di specifici ingredienti. Ciò ha portato all'evoluzione di una serie di piatti che non hanno equivalenti nella cucina coreana; un esempio sono le carote alla coreana. Alcuni piatti russi vengono preparati e consumati in modo diverso dai Koryo-saram, ad esempio aggiungendo riso al boršč. Oggi, i Koryo-saram includono spesso nei loro pasti quotidiani alcuni piatti della cucina dell'Asia centrale, compresi coloro che vivono al di fuori, in particolare il plov e i manti.
Piatti tradizionalmente popolari tra i Koryo-saram includono kimchi, miyeokguk, porridge di miglio, guksu e diversi tipi di namul.

### Religione

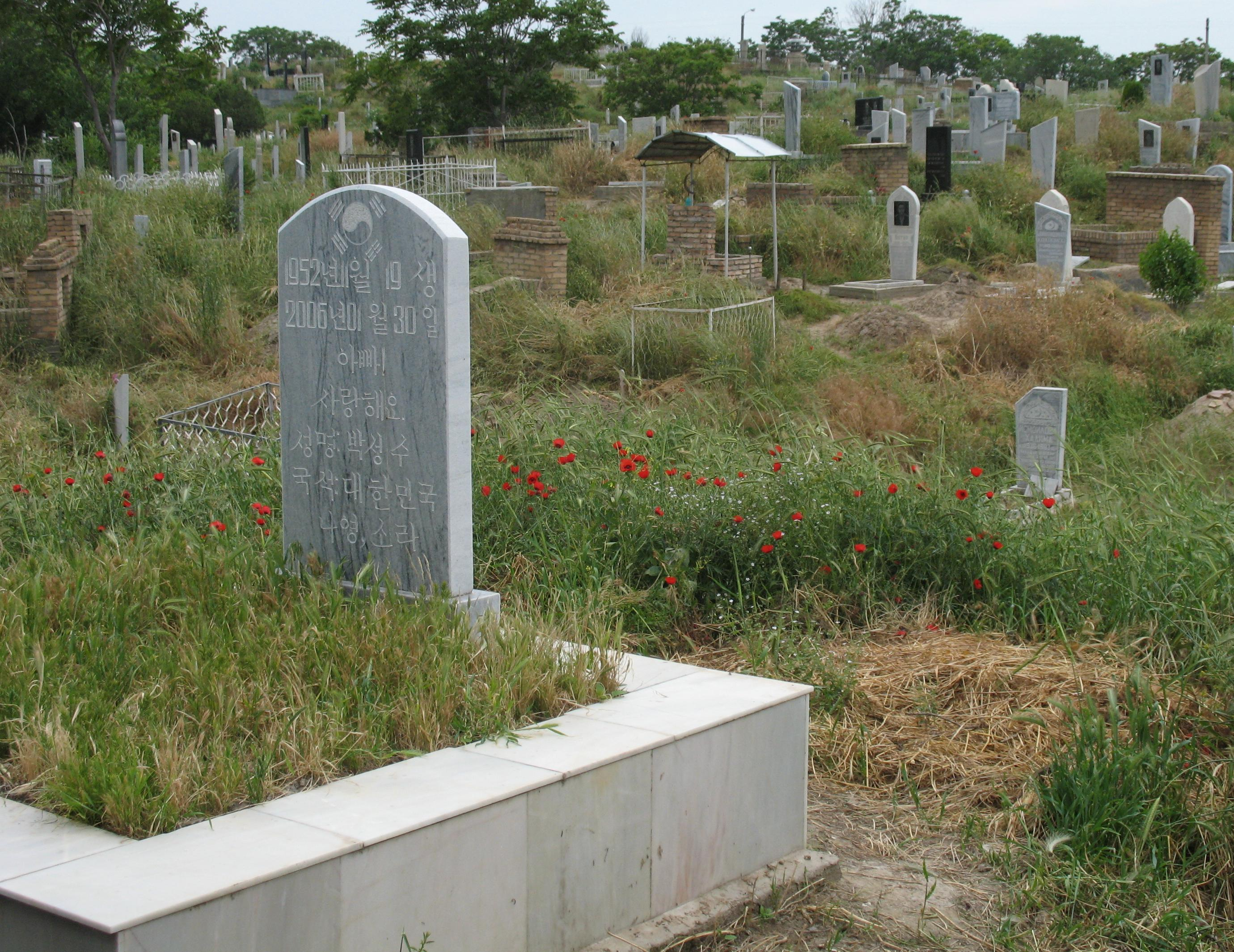
Tomba di Koryo-saram a Samarcanda, Uzbekistan

I coreani sovietici seguono tradizionalmente le religioni della loro patria storica: il buddismo, il confucianesimo e il taoismo. Tuttavia, tramite i primi contatti con la popolazione russa, molti di loro si convertirono volontariamente all'ortodossia; in altri casi erano forzati a convertirsi dagli stessi russi. La generazione dei coreani sovietici nati sotto l'URSS è per lo più atea. Negli anni '90, con l'arrivo dei primi missionari sudcoreani nelle ex repubbliche sovietiche, alcuni coreani hanno aderito al protestantesimo.
I coreani osservano tre festività principali, tradizionalmente seguite da gran parte della popolazione. La prima è il 5 aprile, giorno in cui i figli visitano le tombe dei loro antenati per svolgere il jesa, una cerimonia per esprimere rispetto e amore per i defunti.
Un'altra festa di notevole importanza è il dol, il primo compleanno. Durante questa celebrazione, vari oggetti vengono disposti su un tavolo basso (kuduri) davanti al bambino. Si crede che l'oggetto scelto per primo dal bambino possa influenzare il suo futuro e la sua futura occupazione. Dopo il rituale, i parenti donano del denaro ai genitori. Infine, la terza festività obbligatoria è l'hwangap, la celebrazione del 60º compleanno dei genitori.